# Stone, Staffordshire
Stone är en stad och en civil parish i distriktet Stafford i Staffordshire i England. Orten har 14 555 invånare (2001).